# 戴荃
戴荃（1979年9月15日—），安徽芜湖人，籍贯江苏南京，中国男歌手、音乐制作人，擅长将中国民俗元素与流行曲风相结合。代表作有《悟空》等。

## 生平
2013年，参加浙江卫视歌唱选秀节目《中国好声音》第二季的比赛。
2018年成立戴荃工作室。

## 唱片
- 2017年《悟空》
- 2018年《不完荃》